# Johnius grypotus
Johnius grypotus es una especie de pez de la familia Sciaenidae en el orden de los Perciformes.

## Morfología
• Los machos pueden llegar alcanzar los 13,7 cm de longitud total.
- Número de  vértebras: 24-26.[1][2]

## Hábitat
Es un pez de clima tropical y bentopelágico.

## Distribución geográfica
Se encuentra a lo largo de las costas de la China y Taiwán: entre el Golfo de Pohai y Hainan.

## Observaciones
Es inofensivo para los humanos.